# Vitrac (Dordonya)
Vitrac és una ciutat de França, a la regió de la Nova Aquitània, dins del departament de la Dordonya, al districte de Sarlat e la Canedat.

## Demografia
| 1962                                       | 1968 | 1975 | 1982 | 1990 | 1999 | 2007 |
| ------------------------------------------ | ---- | ---- | ---- | ---- | ---- | ---- |
| 570                                        | 550  | 622  | 631  | 743  | 768  | 835  |
| Des de 1962: població sense dobles comptes |      |      |      |      |      |      |

## Administració
| Període   | Identitat      | Partit |
| --------- | -------------- | ------ |
| 1999-2008 | Josiane Frezza |        |
| 2008-     | Gérard Soulhié |        |